# Jewgienij Malejew
Jewgienij Aleksandrowicz Malejew ros. Евгений Александрович Малеев (ur. 25 lutego 1915, zm. 12 kwietnia 1966) – radziecki paleontolog. 

## Życiorys
Studiował na Uniwersytecie Moskiewskim, studia ukończył w 1947 roku, w 1950 roku został doktorem. Opisał kilka gatunków dinozaurów odkrytych podczas wypraw na pustynię Gobi; m.in. tarbozaura, talarura i terizinozaura.

## Wybrane prace
- Панцирные динозавры верхнего мела Монголии (1954. 1956)
- Фауна и биостратиграфия мезозоя и кайнозоя Монголии (1974)
- Основы палеонтологии. Земноводные, пресмыкающиеся и птицы (1964)